# HMS Aurora (1914)
El HMS Aurora fue un crucero ligero de la Clase Arethusa (1913), que operó bajo pabellón de la Royal Navy y de la Marina Real Canadiense.

## Construcción y botadura
Su construcción se inició en 1912 en los astilleros del HMNB Devonport, en Plymouth (Inglaterra), siendo botado el 30 de septiembre de 1913 y asigado en la en 1914.

## Historia operacional
Entró en servicio, en la Gran Flota, como conductor de flotilla o buque insignia de la 1ª Flotilla de Destructores, desde 1914 a 1915.
En 1915, El Aurora fue asignado como buque insignia de la 10ª Flotilla de  Destructores de la Fuerza Harwich, patrullando la zona oriental del Canal de la Mancha.

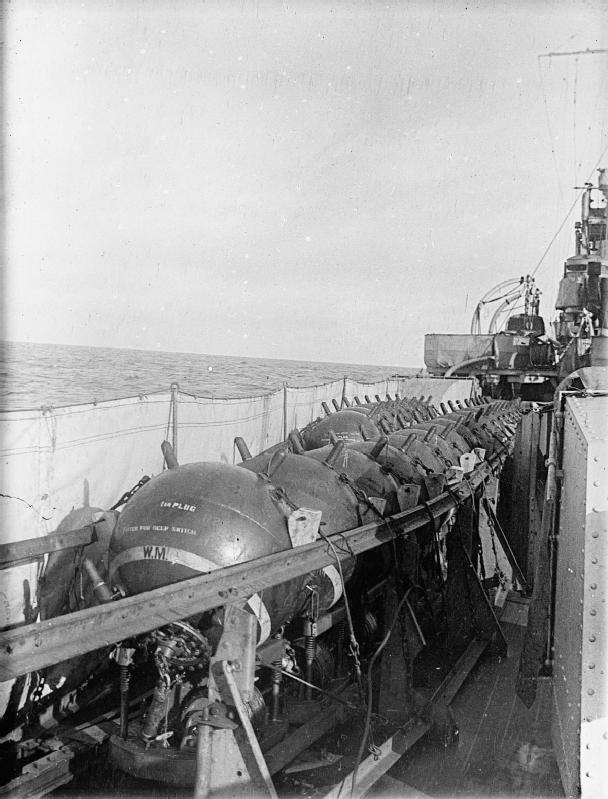
Minas listas para ser lanzadas, vistas por el costado de babor del Aurora, durante la Primera Guerra Mundial

Su experimentada tripulación y su durabilidad, hicieron de este buque una elección natural como buque insignia durante muchas operaciones ofensivas en el curso de la Primera Guerra Mundial. Fue el primer buque de guerra de la Royal Navy en entrar en acción en la Batalla de Dogger Bank, en 1915.
En agosto de 1915, tomó parte en el hundimiento del buque corsario alemán Meteor.
En 1918, fue reasignado al 7º Escuadrón de Cruceros Ligeros de la Gran Flota y, en noviembre del mismo año, el HMS Aurora fue uno de los buques que estuvieron presentes en la rendición de la Hochseeflotte alemana.
Entre 1918 y 1920, el Aurora fue dado de baja en orden de reducir las presiones financieras de la Home Fleet por el Almirantazgo. Su tripulación quedó reducida a una pequeña guardia y el resto del personal fue transferido a otras unidades.

## Transferencia a Canadá
En 1920, fue realistado en orden de ponerlo al día para transferirlo a la Marina Real Canadiense. La RCN tomó posesión del crucero el 1 de noviembre de 1920 con el nombre de HMCS Aurora. Partió de Reino Unido hacia Halifax, Nueva Escocia, llegando a puerto el 21 de diciembre, con dos destructores ex-Royal Navy, que también fueron transferidos a la RCN.
Tras una mínima estancia en el puerto de Halifax, los tres buques partieron para un crucero de entrenamiento por el Mar Caribe hacia Esquimalt, (Columbia Británuca). El HMCS Aurora volvió a Halifax el 30 de julio de 1921 por la misma ruta.
En agosto de 1921, un drástico recorte presupuestario acabó con el resultado de la baja del HMCS Aurora, y en 1922 fue desarmado. Sus cañones fueron emplazados en la costa, en emplazamientos de entrenamiento, y en otros buques en activo. Su tripulación fue reducida al mínimo y la mayoría pasaron a formar parte de la tripulación de otros buques. El casco del Aurora fue abandonado en la base de Halifax hasta 1927, en que estaba tan deteriorado que fue vendido para su desguace.

### Buques de la clase
• HMS Arethusa
• HMS Galatea 
• HMS Inconstant 
• HMS Penelope
• HMS Phaeton
• HMS Royalist
• HMS Undaunted